# Nagy Zoltán (balettművész, 1966–2008)
Nagy Zoltán (Budapest, 1966. február 18. – Budapest, 2008. március 23.) Kossuth- és Liszt Ferenc-díjas magyar táncművész.

## Életpályája
Balettművészként végzett az Állami Balett Intézetben 1986-ban. Már 1985-től tagja volt a  Magyar Állami Operaháznak, 1987-től pedig magántáncosa lett. 1995-től a Magyar Nemzeti Balett vezető szólistája volt. Peruban 1986-ban részt vett a nemzetközi balettversenyen, ahol első helyezést ért el. Vendégszerepelt az Egyesült Államokban, Kanadában, Mexikóban és a Távol-Keleten. A Magyar Táncművészeti Főiskola rektora volt 2006-tól haláláig. Emlékére a család és a  Táncművészeti Főiskola létrehozta a Nagy Alakításért Díjat.

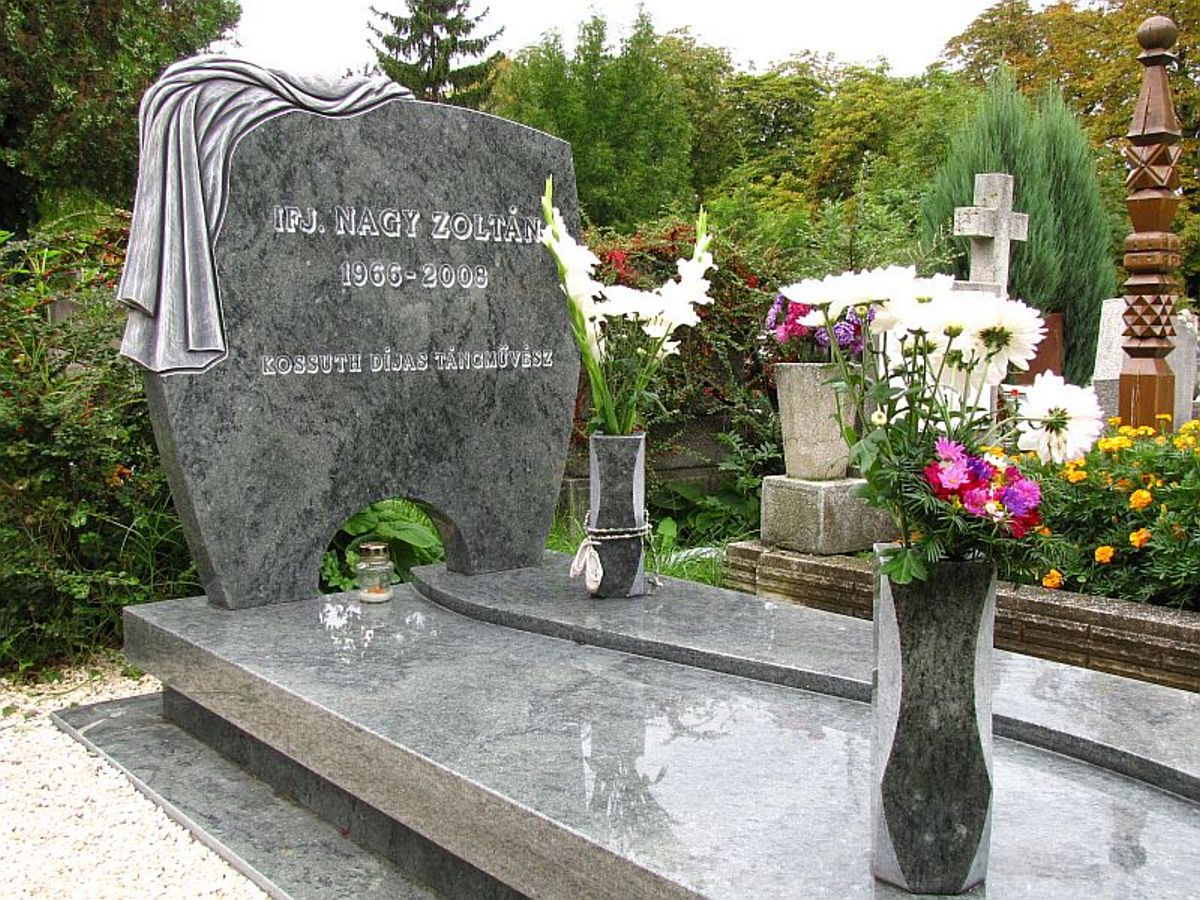
Sírja a Farkasréti temetőben (20/2-1-724)

## Színpadi szerepei
- Lavrovszkij: Giselle....Albert
- Margaret Mitchell–Pártay Lilla: Elfújta a szél
- Fodor Antal: A próba....Júdás
- Róna Viktor: Csipkerózsika....Desiré
- Csajkovszkij–Vaszilij Vojnonen: Diótörő....Herceg
- Harangozó Gyula: Coppélia....Ferenc
- Seregi László: Sylvia....Amyntas
- Seregi–Hacsaturján: Spartacus....Spartacus
- László P.: Derby....Fiú
- Seregi László: A fából faragott királyfi....Királyfi
- Pártay Lilla: Anna Karenina....Levin
- Goldmark–Seregi László: Makrancos Kata....Petruchio
- Zaharov–Aszafjev: A bahcsiszeráji szökőkút....Waclaw
- Prokofjev–Seregi László: Rómeó és Júlia....Rómeó
- Vámos–Petipa–Csajkovszkij: A hattyúk tava....Herceg
- Ashton–Hérold: A rosszul őrzött lány....Colas
- Seregi–Mendelssohn: Szentivánéji álom....Oberon
- Barbay–Kocsák: Az ember tragédiája....Lucifer
- Cranko–Csajkovszkij–Stolze: Anyegin....Anyegin
- Pártay–Mozart: Wolfgang Amadeus Mozart....Leopold

Liszt-MacMillan:Mayerling...Rudolf
Sztravinszkij-Bejart: Tűzmadár...címszerep

## Díjai
- Oláh Gusztáv-plakett
- EuroPAS Magyar Tánc-díj
- Liszt Ferenc-díj (1990)
- Philip Morris Magyar Balett-díj (1993)
- Kiváló művész (1996)
- Kossuth-díj (2000)